# بوندا
بوندا شهری در شهرستان زیمتنگا در استان بام در بورکینافاسوی شمالی است و جمعیت آن ۹۰۰ نفر است.